# Cantó de Bèlmont de Perigòrd
El cantó de Bèlmont de Perigòrd és un cantó francès del departament de la Dordonya, situat al districte de Brageirac. Té 12 municipis i el cap és Bèlmont de Perigòrd.

## Municipis
- Baiac
- Bèlmont de Perigòrd
- Borniquèl
- La Bocariá
- Monsac
- Mont Ferrand de Perigòrd
- Nauçanas
- Nojals e Clòtas
- Rampiu
- Sench Avit Senhor
- Senta Crotz
- Senta Sabina e Bòrn

## Història
| Data d'elecció                           | Identitat              | Partit | Qualitat |
| ---------------------------------------- | ---------------------- | ------ | -------- |
| 1979-1998                                | Paul Testut            | PS     |          |
| 1998-                                    | Dominique Mortemousque | UDD    |          |
| les dades anteriors no són pas conegudes |                        |        |          |
|                                          |                        |        |          |

## Demografia
| 1962  | 1968  | 1975  | 1982  | 1990  | 1999  | 2006  |
| ----- | ----- | ----- | ----- | ----- | ----- | ----- |
| 3.867 | 3.774 | 3.592 | 3.505 | 3.412 | 3.494 | 3.603 |